# Santa Rosa (Buenos Aires)
Pour les articles homonymes, voir Santa Rosa.
Santa Rosa est une localité argentine située dans le partido de Cañuelas, dans la province de Buenos Aires.

## Géographie
La localité est située au 55e kilomètre de la route nationale 3, à 8 km de Cañuelas. Les lignes de bus 88 et 218 font communiquer la localité avec les villes de Cañuelas et Lobos, ainsi qu'avec la ville autonome de Buenos Aires et la zone ouest de la banlieue de Buenos Aires.

## Démographie
La localité compte 3 771 habitants (Indec, 2010), ce qui représente une augmentation de 134 % par rapport au recensement précédent de 2001 qui comptait 1 620 habitants.

## Religion
| Diocèse  | Gregorio de Laferrère    |
| -------- | ------------------------ |
| Paroisse | Nuestra Señora de Fátima |